# Моршхайм
Моршхайм (нем. Morschheim) — община в Германии, в земле Рейнланд-Пфальц. 
Входит в состав района Доннерсберг. Подчиняется управлению Кирхгаймболанден.  Население составляет 749 человек (на 31 декабря 2010 года). Занимает площадь 6,51 км².